# Tori Busshi
Tori Busshi (止利仏師) aussi connu sous le nom de Kuratsukuri Tori et Kuratsukuri no Tori (« Tori le sellier ») est un sculpteur japonais actif de la fin du VIe siècle au début du VIIe siècle. Il est originaire du clan Kuratsukuri (鞍作, « faiseur de selles ») et son titre complet est Shiba no Kuratsukuri-be no Obito Tori Busshi (司馬鞍作部首止利仏師); Busshi est un titre signifiant « le faiseur d'images bouddhistes ». Le style Tori est nommé après lui.
Au début du VIIe siècle, Tori Busshi est le sculpteur favori de Soga no Umako et du prince Shōtoku. Ces mécènes de haut rang indiquent que Tori est hautement estimé en tant qu'artiste et qu'il n'est pas seulement un artisan anonyme. De nombreuses sculptures en bronze doré de la période Asuka sont attribuées à Tori et à son atelier. Le travail de l'artiste représente parfaitement la sculpture japonaise de cette époque, avec ses solides figures géométriques aux poses orientées de face caractéristiques.

## Biographie et création
Le grand-père de Busshi est un Chinois Han nommé Shiba Tatto qui émigre au Japon en 522. Shiba et son fils Tasuna sont tous deux fabricants de selles. La situation est héréditaire et l'ornementation, courante pour les selles à l'époque, les familiarise, en particulier le jeune Tori, avec la fonderie, le travail de la laque et la sculpture sur bois. Des documents indiquent qu'en 588, Tasuna est peut-être devenu moine bouddhiste et a réalisé une statue de Bouddha en bois. 
La première œuvre connue de Tori Busshi est une image en bronze de Shaka au temple Asuka-dera, situé à Asuka, préfecture de Nara, sculpture qu'il achève en 606. Le travail fait une impression favorable sur l'impératrice Suiko, et elle accorde à Tori des terres et un rang équivalent à celui d'une personne de la cinquième classe dans la hiérarchie de la cour impériale. Tori produit aussi cette même année un mur brodé suspendu (?).
Le Yakushi Nyorai (Bouddha de la guérison) de Wakakusa-dera est souvent attribué à Tori Busshi. L’œuvre est réalisée en 607 à la demande de l'empereur Yōmei et du prince Shōtoku pour le temple nouvellement établi de Wakakusa-dera. L'attribution de la sculpture à Tori se fonde sur une inscription au dos de l'auréole du Bouddha. Toutefois, cette inscription a probablement été faite après 607, ce qui conduit de nombreux chercheurs à suggérer que l’œuvre qui nous est parvenue est une copie d'un original qui a peut-être été perdu dans un incendie du temple en 670. Néanmoins, les historiens d'art comme Seiroku Noma considèrent que seul Tori Busshi avait les compétences nécessaires pour réaliser cette pièce. La sculpture se trouve à présent au Hōryū-ji de Ikaruga dans la préfecture de Nara.
Les historiens d'art citent régulièrement la triade Shaka de Hōryūji comme étant le chef-d’œuvre de Tori. Une inscription sur le dos du halo indique que l'impératrice Suiko (r. 593-629) et d'autres courtisans ont commandé la pièce après la mort de deux importantes dames de la cour en 621 et la maladie du prince Shōtoku et de son épouse l'année suivante. La sculpture était censée aider à accélérer leur convalescence ou faciliter leur renaissance au nirvāna. Le prince et la consort meurent en 622, et l'atelier de Tori termine la statue l'année suivante.
Le Kannon du Yumedono au Hōryū-ji relève aussi du style de Tori Busshi, bien que l'on ignore si son atelier a créé la statue.

## Style sculptural

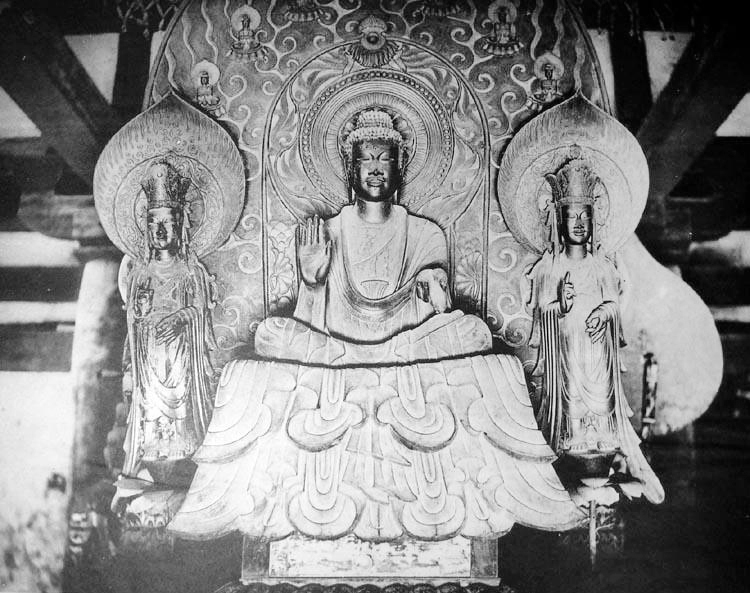
Triade Shaka à Hōryūji, 623

Les œuvres de Tori illustrent l'art bouddhique japonais pendant la periode Asuka. Son style dérive en dernier ressort de celui du royaume Wei de Chine de la fin du IVe siècle au VIe siècle. Ce style est prévu pour sculpter la roche dans les grottes, et même si Tori et ses assistants ont sculpté dans l'argile pour les coulées en bronze, ses œuvres reflètent l'orientation frontale et la planéité chinoise. Son style est fortement influencé par la statuaire de la dynastie Wei du Nord. Ce qui distingue l’œuvre de Tori, c'est qu'il exprime la paix et la douceur malgré une adhésion rigide à des poses préconçues et à des caractéristiques géométriques.
Les figures de Bouddha sculptées par Tori sont assises dans une posture droite et les jambes croisées, leurs robes en cascade le long du corps en plis réguliers et bien définis. Les formes géométriques qui sous-tendent les sculptures apparaissent dans leurs silhouettes triangulaires et leur donnent une apparence de tranquillité et de stabilité. La main droite de chaque Bouddha est levée avec la paume vers le spectateur dans le style semui-in (sanskrit: Abhaya-Mudrā), indiquant le pouvoir du Bouddha à aider les autres. La main gauche est posée sur la jambe gauche, paume vers le haut, selon le style seganin (sanskrit: varadamudra), ce qui indique la capacité à conduire le spectateur le long de la voie pour mettre fin à toutes les souffrances. Chaque tête de Bouddha est allongée, garnie de boucles de cheveux appelées shōgō (sanskrit: lakshana) qui indiquent la nature parfaite du Bouddha. Leurs visages sont composés de plans lisses percés uniquement par les narines en forme de fente, les yeux et les sourcils.
La triade Shaka en particulier, est un exemple de maturité du style Wei. La sculpture présente une figure de Bouddha semblable à celle de la statue de Shaka, assise sur un dais rectangulaire. Cette robe de Bouddha s'écoule sur le devant de la plate-forme et trahie la pesanteur du personnage. Une suite d'éléments animés contrastent avec la sérénité et le calme de Bouddha. Sa tête est entourée d'une auréole flamboyante dans laquelle sont assis les Sept Bouddhas du passé (incarnations antérieures de Bouddha précédent Shaka). Un bijou de flammes sur une fleur de lotus inversé qui représente la sagesse du Bouddha, apparaît au-dessus de la tête de Shaka, et sa vigne à feuilles encercle la tête du Bouddha.

## Sources
- Mason, Penelope (2005). History of Japanese Art. 2nd ed, rev. by Dinwiddie, Donald. Upper Saddle River, New Jersey: Pearson Education Inc.
- Noma, Seiroku (2003). The Arts of Japan: Ancient and Medieval. Kodansha International.
- Paine, Robert Treat, and Soper, Alexander (1981). The Art and Architecture of Japan. 3rd ed. Penguin Books Ltd.
- Sadao, Tsuneko S., and Wada, Stephanie (2003). Discovering the Arts of Japan: A Historical Overview. New York: Kodansha America, Inc.